# 禁卫军长官
近卫总长（拉丁語： ），也可直译作禁卫军长官，是罗马帝国的一个高级官职。该官职最初是罗马禁卫军的指挥官，后来逐渐获得了广泛的司法和行政职能，成为皇帝实质上的“首相”，甚至长期掌控罗马皇帝的废立权。在君士坦丁一世的统治时期，罗马禁卫军被解散，近卫总长的权力大大削减，被剥夺军事职责，转为纯粹的民事行政官职，成为帝国一级行政区划近卫大区的领导者。直到公元七世纪希拉克略统治时期，希拉克略改革再次削弱了近卫总长的权力，将其转变为仅仅帝国行省行政的监督者。到了8世纪40年代，这个官职最终在拜占庭帝国中彻底消失。
铭文中praefectus praetorio通常缩写为“PR PR”或“PPO”。  

## 历史

### 罗马禁卫军的指挥官
在罗马帝国早期下，罗马禁卫军由一至三名近卫总长指挥，这些职位由皇帝从罗马骑士阶级中选出，执行皇帝的意志。从亚历山大·塞维鲁时代起，元老也可以担任近卫总长，如果一名罗马骑士被任命为近卫总长，他同时也会被任命为元老院元老。在君士坦丁统治时期，近卫总长的权力大大削减，其军事职能被剥离给军队元帅和骑士统领。禁卫军长官通常由久经考验的士兵担任，而且通常是由从军中奋斗出来的人担任。随着时间的推移，指挥权似乎已扩大到包括除城市长官（ coetres Urbanae ）指挥的军团之外的所有意大利军队。 
罗马禁卫军的特殊地位使他们在罗马国家中拥有自己的权力，而他们的长官很快就成为这个社会中最有权势的人之一。皇帝们试图控制禁卫军，但罗马禁卫军发动多次政变，直接干预皇位继承，导致皇位快速更替。罗马禁卫军严重破坏了罗马帝国的稳定，与设立他们的初衷背道而驰。近卫总长成为后来帝国的主要行政人物，这一职位将参谋长的职责与直接指挥禁军的职责结合在一起。
作为对帝国行政和军事结构进行全面改革的一部分，戴克里先极大地削弱了这些军人的权力。

### 转为行政官职

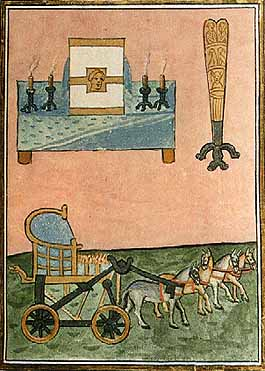
《百官志》中描绘的伊利里库姆近卫总长的徽章：象牙色墨水瓶和笔盒（theca ）、放在蓝色桌布上的任命书和国车。

除了军事职能外，禁卫军长官还获得了对刑事案件的管辖权，他是作为皇帝的代表行使这一管辖权。到戴克里先时代，他已经成为某种类似于大维齐尔的职位，担任皇帝的副摄政王和“首相”。君士坦丁于312年撤销了现役军事指挥权。他们仍然担任首席军需将军，负责军队的后勤供应。他们也是首席财务官，负责制定帝国全境的预算。
君士坦丁在公元331年确认，对近卫总长作出的判决不得上诉。同时近卫总长在塞普蒂米乌斯·塞维鲁时代之前就获得了民事案件管辖权。因此，法律知识成为该职位的资格，在马库斯·奥勒留和康茂德的统治下，特别是从塞维鲁时代开始，这一职位由当时的第一批法学家（例如帕皮尼安，乌尔比安，保卢斯）担任，而在查士丁尼统治下，由卡帕多西亚人约翰来担任，虽然职位名称依然保留军事色彩，但是军事资格却越来越被忽视。 
戴克里先的四帝共治改革（ 约296 ）增加了职位：两位奥古斯都各有一位禁卫军长官担任参谋长（军事和行政），他们也不再真的担任禁卫军司令，但两位凯撒则不然。每位禁卫军长官负责监督戴克里先创建的四个区域之一，这些区域成为公元 330 年君士坦丁儿子们统治的近卫大区。从 395 年开始，有两个帝国宫廷，分别位于罗马（后来的拉文纳）和君士坦丁堡。禁卫军长官是这四个大区最高级别的文官，直接统治大区下辖的各个管区（每个罗马管区以若干罗马行省为一组形成，构成近卫大区——管区——行省的新三级行政区划）。
在君士坦丁一世统治下，该职位被完全剥夺了军事性质，保留了作为帝国最高的文官的性质。 

### 东罗马帝国时期
随着帝国西部地区落入蛮族军阀之手，这些军阀为了在新的领地中获得支持，承认了东罗马帝国皇帝的地位，至少在法律上将帝国在他的领导下，保留大区作为划定新总督辖区的一种方式：
- 首先弗拉维乌斯·奥多亚塞和后来的弗拉维乌斯·狄奥多里克分别被授予意大利大区。
- 克洛维一世被承认为高卢近卫大区的统治者（这为他夺取西哥特人在高卢的领土提供了借口）；
- 西哥特人因其对西班牙地区的统治而得到承认。
- 以及汪达尔人在非洲的统治。

这种承认一直维持到查士丁尼大帝崛起，查士丁尼一世结束了东哥特人和汪达尔人对帝国西部领土的占领，但继续承认法兰克人（因为他们都是天主教徒）和西哥特人（因为缺乏继续复兴帝国的力量，但设法扶持亲拜占庭国王阿塔纳吉尔德，并征服西班尼亚）。

## 笔记
1. ↑  Lesley and Roy Adkins. Handbook to life in Ancient Rome.Oxford University Press, 1993. ISBN 0-19-512332-8. page 241
2. ↑  M. C. J. Miller. Abbreviations in Latin.Ares Publishers, inc., 1998. ISBN 0-89005-568-8. Pages xxcii and xcvi, sub vocibus.
3. ↑  Kelly, Christopher. . Harvard University Press. 2004: 41. ISBN 978-0-674-01564-7.
4. 1 2   此句或之前多句包含来自公有领域出版物的文本: Chisholm, Hugh (编). .  (第11版). London: Cambridge University Press. 1911.